# Dendrobium nigricans
Dendrobium nigricans är en orkidéart som beskrevs av Rudolf Schlechter. Dendrobium nigricans ingår i släktet Dendrobium, och familjen orkidéer. Inga underarter finns listade i Catalogue of Life.